# Воз велике брзине Вухан-Гуангџоу
Воз велике брзине Вухан-Гуангџоу (упрошћено кинеско писмо: 武广客运专线; традиционално кинеско писмо: 武廣客運專線; пинјин: Wǔguǎng Kèyùn Zhuānxiàn) је започео саобраћати међу Вуханом и Гуангџоуом 26. децембра 2009. и тренутно је најбржи воз на свету.
Воз је кинеске производње, а Вухан-Гуангџоу је најдужи пут, где саобраћа воз велике брзине на свету.
Воз Хесје (упрошћено кинеско писмо: 和谐; традиционално кинеско писмо: 和諧; пинјин: héxié, што значи хармонија) достиже брзину до 350 km/h.
Железничка пруга је била грађена 4,5 године. Она пролази кроз провинције Хубеј, Хунан и Гуандунг и је дуга 1069 km
Током пробног саобраћаја 9. децембра 2009. године је била достигнута максимална брзина од 394,2 km/h.
Возне карте се продају од 18. децембра и коштају од 490 до 780 јуана.